# کوشکیچه
کوشکیچه، روستایی از توابع دهستان گرکن در بخش گرکن جنوبی، شهرستان مبارکه، استان اصفهان، ایران است. در حدود 30کیلومتری شهر اصفهان و۱۲ کیلومتری شهر مبارکه قرار دارد
بر اساس سرشماری سراسری سال 1385جمعیت این روستا ۱۰۸۱نفر (۲۸۲خانوار) می‌باشد.
نام روستا برگرفته شده از باغ کوچک است.  قدمت این روستا با توجه به پیدا شدن سنگ قبر متعلق به ۵۰۰سال پیش می‌رسد.